# لونغ آيلاند نتس
لونغ آيلاند نتس (بالإنجليزية: Long Island Nets)‏ هو فريق كرة سلة أمريكي للمحترفين تأسس في سنة 2016 يقع مقره في يونيوندايل. يلعب في دوري الرابطة الوطنية لفئة التطوير. من لاعبيه كاريك فيليكس، آر جاي هنتر وأكيل ميتشل.

## وصلات خارجية
- الموقع الرسمي